# Nuadu Necht
Nuadu Necht (le pur), fils de Sétna Sithbac, un descendant de Crimthann Coscrach du Laigin, est selon les légendes médiévales et la tradition pseudohistorique irlandaise un Ard ri Erenn. Il devient roi après le meurtre de son prédécesseur Eterscél Mór, et règne six mois au bout desquels il est tué par le fils Eterscél Conaire Mór.

## Règne
Le Lebor Gabála Érenn synchronise son règne avec celui de l'Empereur romain Auguste (27 av J.-C. - 14 ap. J.-C.), et après la naissance du Christ, et fait de lui le contemporain des légendaires rois provinciaux Conchobar Mac Nessa, Cairbre Nia Fer et Ailill mac Máta. La chronologie de Geoffrey Keating Foras Feasa ar Éireann attribue à son règne comme dates; 64- 63 av. J.-C. et les Annales des quatre maîtres de 111 à 110 av. J.-C..
Les « quatre maîtres » associent son règne à ceux d'Ér, Orba, Ferón et Fergna,les quatre fils de Emer qui règnent 1/2 année, des siècles avant, afin de remplir une année entière de leur chronologie. Dans le cycle des Fenian, il est l'arrière grand- père de Finn Mac Cumaill, car son fils est le druide Tadg mac Nuadat, dont la fille, Muirne, est l'épouse de Cumhal et la mère du héros Finn.
Il semble que son nom soit lié à celui d'une ou même de deux divinités Nuada Airgetlám et Nechtan des Tuatha Dé Danann.

## Source
- (en) Cet article est partiellement ou en totalité issu de l’article de Wikipédia en anglais intitulé « Nuadu Necht » (voir la liste des auteurs), édition du 30 mars 2012.